# Miran Rems
Miran Rems, slovenski zdravnik kirurg, primarij, 30. junij 1956, Ptuj.

## Življenje in delo
Gimnazijo je obiskoval v Kranju (1971–75), medicino pa je doštudiral 1980 na Medicinski fakulteti Univerze v Ljubljani, prejel je Prešernovo nagrado za študente. Leta 2004 je magistriral z delom Vpliv velikosti oddelka na rezultate operativnega zdravljenja raka širokega črevesa in danke II. in III. stadija.
Po sekundariatu se je zaposlil v Zdravstvenem domu Radovljica, leta 1989 se je specializiral za splošno kirurgijo in se zaposlil v Splošni bolnišnici Jesenice. Leta 1995 je postal vodja abdominalne kirurgije, specialist tega področja (onkološka, laparoskopska, dnevna kirurgija) pa leta 2013. Med letoma 2002 in 2006 je bil strokovni direktor bolnišnice, 2006–2008 predstojnik kirurške službe, 2019 in 2020 pa  direktor bolnišnice. Slovensko zdravniško društvo mu je za strokovne objave in nastope, mentorstvo, organizatorske in vodstvene funkcije leta 2001 podelilo naziv primarij. 
2003–2013 je bil predsednik in član Razširjenega strokovnega kolegija za kirurgijo Republike Slovenije, 2006–2010 predsednik Združenja kirurgov Slovenije, 2008–2012 predsednik sekcije za kakovost v zdravstvu pri Slovenskem združenju za kakovost in odličnost, član uredniškega sveta Zdravniškega vestnika in  European surgery. Od leta 2004 dalje je sodni izvedenec za področje medicine, podpodročje splošna kirurgija. Na Fakulteti za zdravstvo Angele Boškin na Jesenicah od leta 2010 dalje predava predmeta Anatomija in Kirurgija s specialnimi področji in rehabilitacija na I. stopnji.  Je v ekipi helikopterskega reševanja pri Gorski reševalni službi. Od leta 2010 je član občinskega sveta z Liste Cirila Globočnika v Občinskem svetu Občine Radovljica ter nepoklicni podžupan občine Radovljica. Je član prostozidarske Velike lože Slovenije, 2002–2005 je bil njen veliki mojster.